# Les Sœurs Quispe
Pour les articles homonymes, voir Quispe.
Pour plus de détails, voir Fiche technique et Distribution.
Les Sœurs Quispe (Las niñas Quispe) est un drame chilien réalisé par Sebastián Sepúlveda, sorti en 2013.
Il s'agit du premier long métrage de Sepúlveda.

## Synopsis
Chili, 1974, à l'aube de la dictature d'Augusto Pinochet. Trois sœurs déjà mûres vivent isolées dans la montagne avec leur troupeau de chèvres, où elles préparent le fromage qu'elles vendront dans les grandes villes pour subvenir à leurs besoins.
Mais un voisin sénile puis un voyageur de passage leur annoncent des nouvelles inquiétantes : les autorités interdisent désormais les pâturages, et la répression est féroce. Devant l'abandon et la crainte, les sœurs sombrent dans le désespoir...

## Fiche technique
- Titre : Les Sœurs Quispe
- Titre original : Las niñas Quispe
- Scénario et réalisation : Sebastián Sepúlveda, d'après la pièce Las Brutas de Juan Radrigán
- Photographie : Inti Briones
- Montage : Santiago Otheguy, Sebastián Sepúlveda
- Son : Felipe Zabala, Loïc Prian
- Production : Fabula Productions
- Distribution : Nour Films
- Pays d'origine :  Chili,  France et  Argentine
- Langue originale : espagnol
- Durée : 80 minutes
- Format : Couleurs
- Genre : Drame et historique
- Dates de sortie :
  - Italie : 30 août 2013 (Festival de Venise)
  - France : 19 mars 2014 (Festival de Villeurbanne) ; 4 juin 2014 (sortie nationale)
  - Chili : 11 septembre 2014

## Distribution
- Dina Quispe : Justa Quispe
- Catalina Saavedra : Lucía Quispe
- Francisca Gavilán : Luciana Quispe
- Alfredo Castro : Fernando

## Distinctions
- Primé sur scénario dans le cadre de l'aide à la création de la Fondation Gan en 2011
- Mostra de Venise 2013 : meilleure photographie
- Festival international du film de Mar del Plata 2013 : meilleur film ibéro-américain (mention spéciale)